# Närkes Kils SK
Närkes Kils SK är en idrottsförening i Närkes Kil i Sverige.
Damfotbollslaget spelade i Sveriges högsta division 1978.

### Fotnoter
1. ↑  Jimmy Lindahl (26 februari 2004). ”Maratontabell för högsta damserien 1978-2003”. Bolletinen. http://www.bolletinen.se/sfs/pdf/stat_d_maraton_1978_2003_maratontab_f_hogsta_damserien.pdf. Läst 14 oktober 2013.
2. ↑  ”Södertäljefotbollen Damseniorlag 1978 2024-02-09”. Södertäljefotbollen. https://www.sodertaljefotbollen.eu/uploads/1/2/0/2/12027160/1978_-_s%C3%B6rmlandsdamer.pdf. Läst 20 september 2024.